# Обратная сторона реальности
«Обра́тная сторона́ реа́льности» — первый мини-альбом российской хеви-метал группы «Маврин», вышел на лейбле Irond 22 января 2005 года.

## Об альбоме
Последняя запись с Артёмом Стыровым (до его возвращения в группу осенью 2009). CD представляет собой  две новые песни и два специальных трека: композиция «Пророк» - это новая версия композиции «Падший» с альбома «Запрещённая реальность» с новой лирикой Маргариты Пушкиной, а также «Крылья» - инструментальный вариант песни «Я свободен!» с изменённой гитарной партией, посвящён жертвам террористического акта на фестивале «Крылья».

## Список композиций
Вся музыка написана Сергеем Мавриным, кроме 4.
| №  | Название                  | Текст песни               | Музыка                  | Длительность |
| -- | ------------------------- | ------------------------- | ----------------------- | ------------ |
| 1. | «Пророк»                  | Маргарита Пушкина, Маврин |                         | 7:35         |
| 2. | «Здесь и сейчас»          | Анна Балашова             |                         | 7:24         |
| 3. | «Город, стоящий у солнца» | Маврин                    |                         | 5:19         |
| 4. | «Крылья» (инструментал)   | —                         | Маврин, Валерий Кипелов | 5:45         |

## Участники записи
- Артём Стыров — вокал.
- Сергей Маврин — гитара, клавишные.
- Юрий Алексеев —   ритм-гитара.
- Александр Швец — бас-гитара, контрабас.
- Павел Элькинд — ударные.